# دوروثي غوردون
دوروثي غوردون (بالإنجليزية: Dorothy Gordon)‏ هي صحفية وممثلة أسترالية، ولدت في 1 مارس 1891 بسيدني في أستراليا، وتوفيت في 24 مارس 1985 في أستراليا.